# Andliga sånger (radioprogram)
Andliga sånger är ett svenskt radioprogram som sänds tidigt varje söndag i Sveriges Radio P2. Tidigare (fram till 25 juni 2017) sändes det i P1.
Programledare är Katarina Josephsson sedan 2008 då hon efterträdde Erika Hedenström. I det trekvartslånga programmet spelas bland annat psalmer, gospel och körsång.
Skivsamlaren och journalisten Allan Nyström (född 1932) från Alfta i Hälsingland var under ett 20-tal år en del av programmet. Tio minuter av programmet var fram till 2003 vikt åt Nyström och hans samling på cirka 40 000 stycken 78-varvare av andlig musik. Hans inslag i programmet hade god respons, mellan 500 och 1000 lyssnarbrev ankom varje vecka.